# ダリル・マーフィー

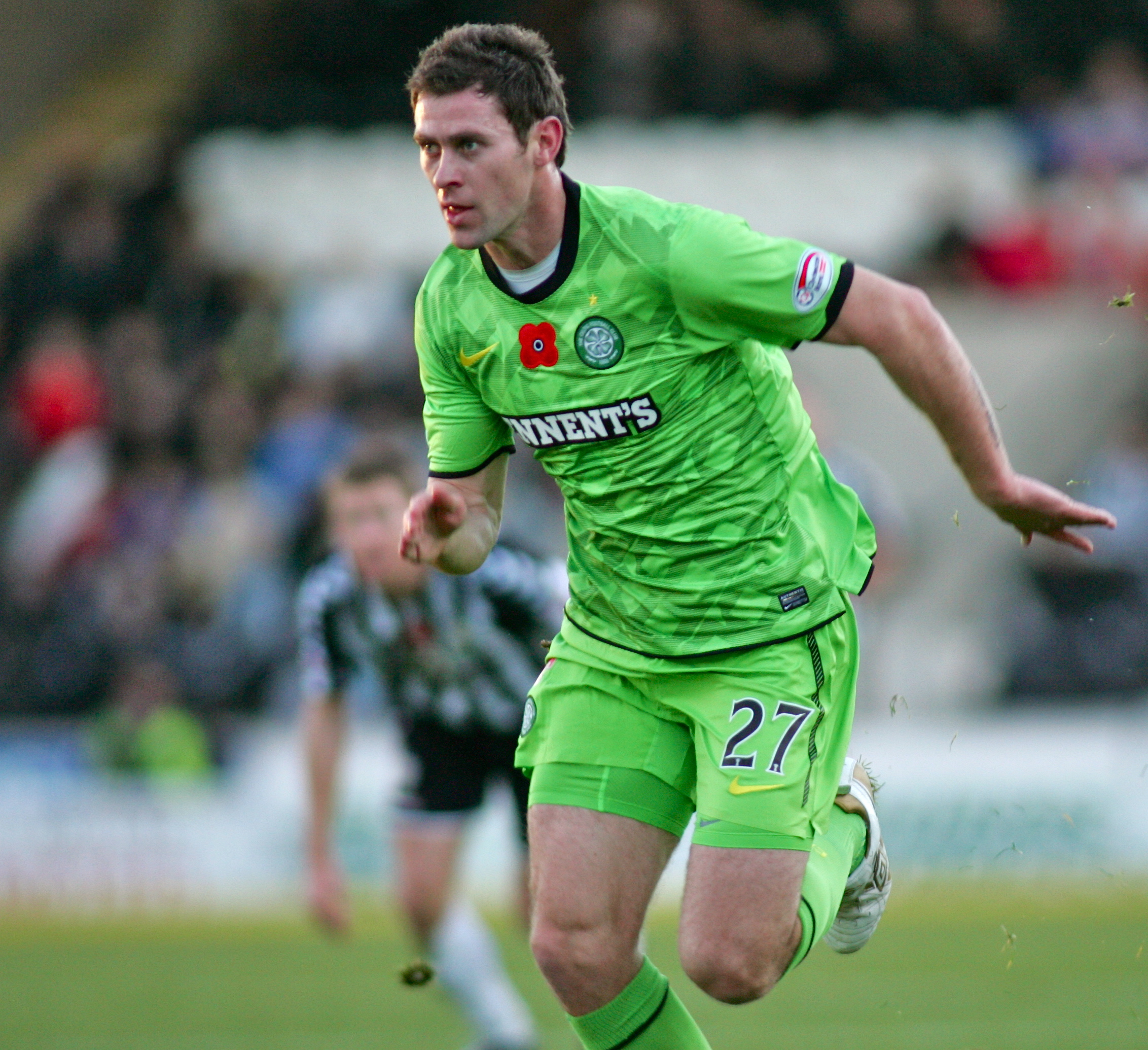
セルティック時代（2010年）

ダリル・マイケル・マーフィー（Daryl Michael Murphy、1983年3月15日  - ）は、アイルランド・ウォーターフォード県ウォーターフォード出身の元プロサッカー選手。元アイルランド代表。ポジションは、フォワード。

## クラブ経歴

### ウォーターフォード
2000年11月14日、ルートン・タウンFCに加入。2002年4月18日に契約満了により退団、故郷のウォーターフォード・ユナイテッドFCに加入した。2004年シーズンに14ゴールを挙げリーグのベストヤングプレーヤーに選ばれた。

### サンダーランド
2005年5月、サンダーランドに2年契約で移籍。すぐにシェフィールド・ウェンズデイFCに1ヶ月の短期レンタルで移籍。2006年2月12日のトッテナム・ホットスパーFC戦で途中出場から同点ゴールを挙げた。

### セルティック
2010年7月16日、セルティックFCに100万ポンドで移籍。契約は3年。翌週のプレシーズンマッチ・リンカーン・シティFC戦で移籍後初出場・初ゴール。8月1日のエミレーツ・カップ・アーセナルFC戦でもゴールを挙げた。リーグデビュー戦となったセント・ミレンFC戦では途中出場した。翌週のマザーウェルFC戦でPKを決め1-0の勝利に貢献した。キルマーノックFC戦でもPKでゴールを挙げた。2011年5月1日、ダンディー・ユナイテッドFC戦でホーム初ゴール。

### イプスウィッチ
2012年8月30日、イプスウィッチに1年間レンタル移籍。
2013年6月7日、完全移籍に移行し2年契約を結んだ。
2014–15シーズンは年間を通じて好調を維持、2015年2月14日の試合で2得点を挙げ通算21ゴールとし、ダレン・ベントが2004-2005シーズンに達成したクラブ記録のシーズン20ゴールを更新した。最終的にスコアを27ゴールまで伸ばしチャンピオンシップの得点王を獲得した。
2015年7月15日、契約を2年延長。

### ニューカッスル
2016年8月28日、チャンピオンシップに降格したニューカッスル・ユナイテッドFCに2年契約で移籍。2017年1月7日のFAカップ・バーミンガム・シティFC戦で移籍後初ゴール。

### ノッティンガム・フォレスト
2017年7月、ノッティンガム・フォレストFCへ3年契約で移籍。

### ボルトン・ワンダラーズ
2019年9月、ノッティンガム・フォレストを退団し、ボルトン・ワンダラーズFCとシーズン終了までの契約を結んだ。

### ウォーターフォード復帰
2020年9月4日、古巣のウォーターフォードFCに15年ぶりに復帰。

## 代表歴
2007年5月24日のエクアドル代表戦で初キャップ。2016年9月5日の2018 FIFAワールドカップ・ヨーロッパ予選・セルビア代表戦で初ゴール。

## タイトル

### クラブ
ウォーターフォード・ユナイテッド
- リーグ・オブ・アイルランド・ファーストディビジョン (1)：2002–03

サンダーランド
- フットボールリーグ・チャンピオンシップ (1)：2006–07

### 個人
- PFAIベストヤングプレーヤー (1)：2004
- フットボールリーグ・チャンピオンシップ年間ベストイレブン 2014–15
- フットボールリーグ・チャンピオンシップ得点王 (1)：2014–15